# Moŭtjadz
Moŭtjadz (vitryska: Моўчадзь, ryska: Molchad’) är ett vattendrag i Belarus. Det ligger i den västra delen av landet, 150 km väster om huvudstaden Minsk.
I omgivningarna runt Moŭtjadz växer i huvudsak blandskog. Runt Moŭtjadz är det ganska glesbefolkat, med 23 invånare per kvadratkilometer.